# Mariakapel (Heel)

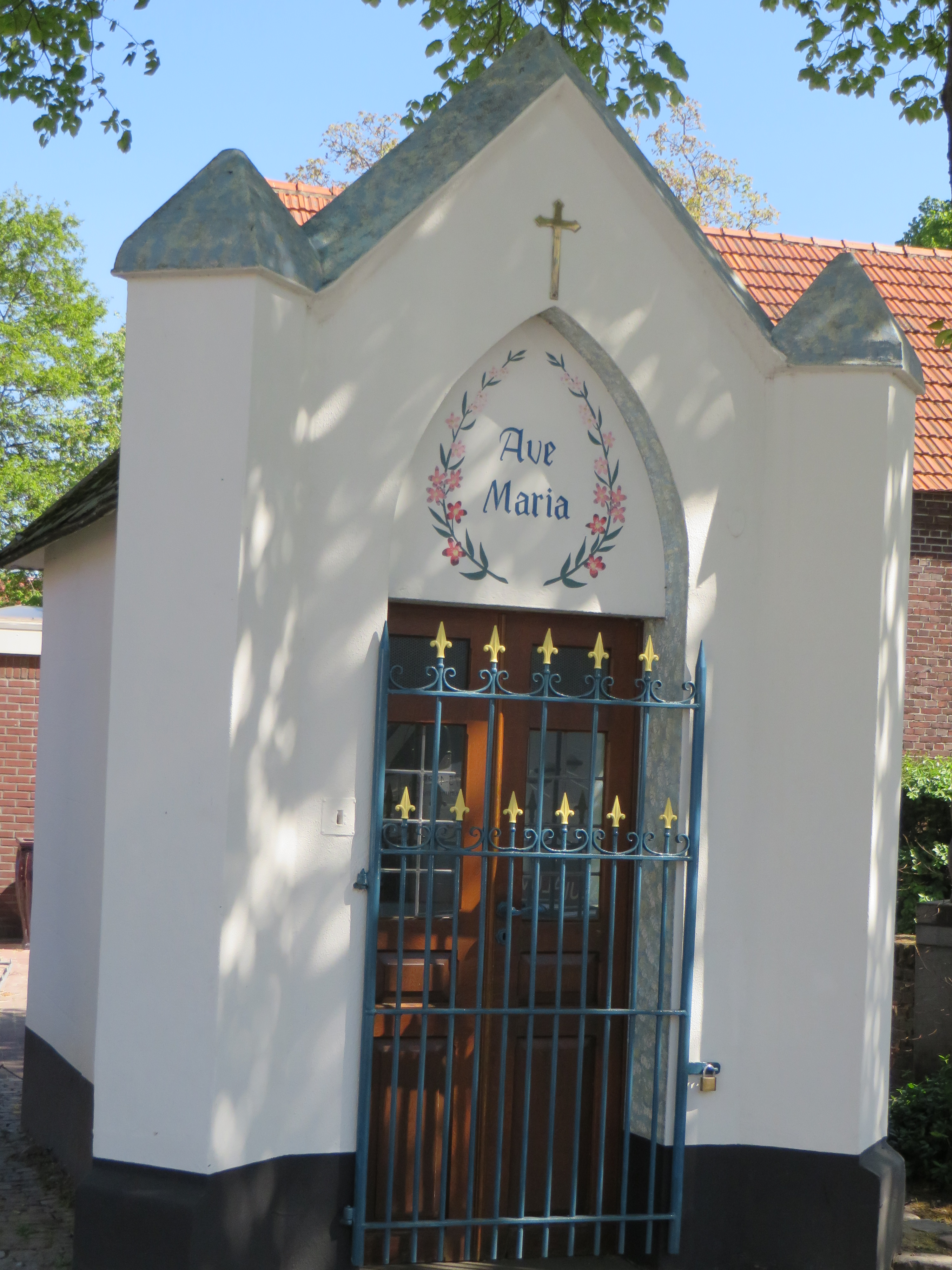
De Mariakapel

De Mariakapel is een kapel in het dorp Heel in de Nederlandse gemeente Maasgouw. De kapel staat op een pleintje aan de Monseigneur Savelbergweg en de Dorpsstraat.
Op ongeveer 850 meter naar het zuiden staat de Onze-Lieve-Vrouw-van-Rustkapel en op ongeveer 450 meter naar het zuidwesten staat de Kapel van het Kindje Jezus van Praag. Aan de noordrand van het dorp staat de Sint-Hubertuskapel.
De kapel is gewijd aan de heilige Maria.
Het bouwwerk is een gemeentelijk monument en staat onder twee lindebomen.

## Gebouw
De neogotische kapel heeft een driezijdige koorsluiting en wordt gedekt door een zadeldak met leien. De gevels zijn wit gepleisterd op een zwart basement en de beide zijgevels hebben elk een spitsboogvenster. Op de hoeken van de frontgevel bevinden zich overhoekse steunberen die bekroond worden met een piramidevormig pinakel. In de frontgevel bevindt zich de spitsboogvormige toegang met in het boogveld een timpaan die beschilderd is met twee bloementakken met ertussen Ave Maria. Boven het timpaan is een goudkleurig kruis aangebracht. De toegang van de kapel wordt afgesloten met een dubbele deur en ervoor een blauw spijlenhek met goudkleurige Franse lelies.
Van binnen is de kapel gepleisterd en in lichte kleur beschilderd. In de achterwand is een nis aangebracht. In de nis staat het Mariabeeldje op een voetstuk, dat versierd is met de letters M en A in sierlijk schrift. Het Mariabeeldje toont de heilige terwijl zij op haar linkerarm het kindje Jezus draagt.